# غاندر بينغستون
غاندر بينغستون (بالسويدية: Gunder Bengtsson) (من مواليد 2 أبريل 1946) هو مدرب كرة قدم سويدي سابق، درب العديد من الأندية الأوربية.
كان أبرز تلك الأندية هو نادي نادي غوتبورغ السويدي، حيث فاز معه بلقب كأس الاتحاد الأوروبي في عام 1987.

## روابط خارجية
- غاندر بينغستون على موقع قاعدة بيانات كرة القدم.إي يو (الإنجليزية)
- غاندر بينغستون على موقع عالم كرة القدم.نت (الإنجليزية)